# Alfio Marchini (1912)
Alfio Marchini (Città della Pieve, 6 settembre 1912 – Roma, 24 ottobre 1988) è stato un partigiano, imprenditore e dirigente sportivo italiano.

## Biografia

### Attività antifascista e partigiana
Suo padre Alessandro, muratore socialista, costretto a scappare a Roma da Moiano, a causa delle persecuzioni fasciste, si mise in società, nel settore delle costruzioni, con l'ingegnere comunista Fausto Marzi Marchesi. A partire dal 1935, Alfio, insieme al fratello minore Alvaro, iniziò a far propaganda per il Partito Comunista Italiano nei cantieri dell'impresa di costruzione di famiglia.
Nel 1938, i fratelli Marchini allestirono una tipografia clandestina nel palazzo di famiglia di via Giustiniani, per stampare materiale antifascista quali opuscoli e manifesti del PCI clandestino. Durante la guerra, entrarono nel gruppo di Gioacchino Gesmundo e Alfio diventò dirigente dell'organizzazione comunista.
Dopo l'8 settembre 1943, Alfio autorizzò l'allestimento di una tipografia negli scantinati di un palazzo di proprietà di famiglia in via Barrili, a Monteverde Vecchio dove l'Unità fu stampata clandestinamente per 5 mesi. Si occupò, inizialmente, del collegamento tra il Comitato militare cittadino della resistenza comunista romana e il Comando delle Brigate Garibaldi per l'Italia centrale, di cui faceva parte; operò poi nel comitato politico militare della III zona/Flaminio-Parioli-Salario in cui era divisa la città, insieme a Mario Carrani ed Egle Gualdi.
A fine ottobre Alfio Marchini ideò e organizzò, insieme ad Antonello Trombadori e Roberto Forti, i GAP centrali dipendenti direttamente da Giorgio Amendola, membro del Comando generale delle Brigate Garibaldi. Nell'imminenza dello sbarco di Anzio svolse un'azione informativa e di collegamento con i comandi alleati.
Dopo l'arresto di Antonello Trombadori (2 febbraio 1944), Alfio Marchini fu, per breve tempo, punto di riferimento dei GAP (Rosario Bentivegna lo definisce «comandante della piazza di Roma»). Fu subito inviato, però, nella zona a sud-ovest del Lago Trasimeno per costituire la Brigata Risorgimento (4 marzo successivo), a seguito del raggruppamento delle bande operanti autonomamente nella zona, e porsi al comando della neonata formazione, con il nome di battaglia "Luca" e il grado di tenente. Con l'assestarsi delle truppe britanniche sulla linea Piegaro-Tavernelle-Città della Pieve, il 15 giugno 1944, la Brigata Risorgimento prese parte alla battaglia del Trasimeno, che si protrasse sino al 30 giugno, prima del definitivo sfondamento delle truppe alleate. L'azione della Brigata respinse la controffensiva dei tedeschi, che avevano tentato di occupare la posizione strategica del Monte Pausillo, dove i partigiani avevano il loro quartier generale.

### La presunta partecipazione all'attentato di via Rasella
Rosario Bentivegna, principale esecutore all'attentato di via Rasella compiuto a Roma il 23 marzo 1944, testimoniando durante il processo a Herbert Kappler del 1948 in merito allo svolgimento dell'azione, affermò: «Con me era pure Alfio Marchini». Tuttavia, in ricostruzioni successive Bentivegna non incluse il nome di Marchini nel gruppo degli attentatori. La versione secondo cui Marchini avrebbe partecipato all'attentato è ripresa da Giorgio Bocca, Giorgio Galli e Aldo Cazzullo, non mancando di essere rilanciata in chiave polemica nel 2016, in seguito alla candidatura a sindaco di Roma dell'omonimo nipote per il centrodestra.

### Attività imprenditoriale
Nel 1944 Alfio e Alvaro Marchini costituirono una società immobiliare per l'acquisto, al prezzo di 30 milioni, del palazzo in costruzione di via delle Botteghe Oscure 4, per poi completarlo. Il Palazzo fu poi ceduto al PCI, che lo utilizzò come sede nazionale per quasi cinquant'anni.
Negli anni novanta Massimo Caprara, per anni segretario personale di Palmiro Togliatti, sostenne che il palazzo fosse stato acquistato con il denaro proveniente dal cosiddetto oro di Dongo, cioè dai beni sottratti a Benito Mussolini e ai suoi gerarchi al momento della loro cattura da parte dei partigiani comunisti delle Brigate Garibaldi. Il partito contestò sempre tale ricostruzione.
La società di costruzione dei fratelli Marchini fu una delle più importanti nella Roma degli anni cinquanta e sessanta: su un terreno comprato dal Vaticano nel rione Prati, costruirono l'albergo Leonardo da Vinci; edificarono poi un intero quartiere di palazzine alla Magliana, sotto il livello del Tevere, i palazzi intensivi nella zona dell'ospedale San Camillo e il quartiere intorno a Ponte Marconi.

### La dirigenza dell'AS Roma e il coinvolgimento nel caso Italcasse
Nel 1965 Alfio e Alvaro Marchini entrarono a far parte dei quadri dirigenziali della AS Roma, in un momento finanziario sull'orlo del fallimento per la società sportiva romana. Il 23 dicembre 1968, il fratello Alvaro ne rilevò la carica di Presidente. Le difficoltà finanziarie, mai completamente sanate, lo costrinsero a cedere alla Juventus i giovani gioielli romanisti (Capello, Spinosi e Landini), in cambio di quattro giocatori e un congruo conguaglio economico, ma fu un errore mediatico: la piazza infuriata chiese le sue dimissioni. Consigliato da Alfio, Alvaro Marchini si dimise il 13 giugno 1971 cedendo la società a Gaetano Anzalone.
Il 4 marzo 1980, Alfio Marchini fu, per breve tempo, arrestato per mandato del giudice Antonio Alibrandi, padre del terrorista di destra Alessandro e poi rinviato a giudizio (giugno 1981), nell'ambito della vicenda dello scandalo Italcasse. Il suo ex compagno d'armi Antonello Trombadori lo difese a spada tratta dalle colonne de La Repubblica ed anche la Presidente della Camera dei deputati, Nilde Iotti, gli inviò un telegramma di solidarietà. Infine, Marchini fu completamente scagionato.

## Famiglia
Alla sua morte, l'impresa di costruzioni di famiglia passò all'omonimo nipote Alfio. Quest'ultimo è stato due volte candidato sindaco di Roma, nel 2013 per una lista civica e nel 2016 per il centrodestra. La nipote Simona, figlia del fratello Alvaro, è attrice e conduttrice televisiva.

## Riferimenti nella cultura di massa
Alfio e Alvaro Marchini, erano chiamati "calce e martello", per la loro fede comunista, mai rinnegata, mentre il Ponte Marconi, che sorgeva in un quartiere da essi realizzato, era chiamato "ponte Marchini".